# Lúcio Escribônio Libão (tribuno da plebe em 216 a.C.)
Lúcio Escribônio Libão (em latim: Lucius Scribonius Libo) foi um tribuno da plebe da gente Escribônia em 216 a.C. durante a Segunda Guerra Púnica. Questionado sobre o resgate de cativos romanos, Libão direcionou o assunto para o Senado Romano. Foi um dos três triúnviros mensários (triumviri mensarii), uma comissão de três homens estabelecida pela Lex Minucia provavelmente para tratar da escassez de prata em Roma, mas cujo objetivo é incerto. Segundo T.R.S. Broughton, foi pretor peregrino na Gália Cisalpina em 204 a.C..